# 한국공학대학교
한국공학대학교(韓國工學大學校, Tech University of Korea)는 기술 인력 양성을 위해 대한민국 산업통상자원부가 출연하여 설립한 경기도 시흥시의 사립 대학이다.
영문 약칭은 TUKOREA이며, 국문 약칭으로 한국공대(韓國工大)가 쓰인다. 산업통상자원부가 설립한 대학으로서 연구 및 실험실습의 비중이 큰 편이다. 또한 학부생에게 연구실을 개방하여 교수, 대학원생, 기업체 연구원, 학부생이 함께 연구할 수 있는 공간인 엔지니어링 하우스를 만들어 운영중이다.
2007년 초, 지상 17층에서 지하 1층까지의 규모의 약 1,400여명의 입주생 및 40여개 이상의 엔지니어링 하우스를 수용할 수 있는 기술혁신파크(Techno Innovation Park)를 개관하였다. 2021년 10월 25일 교육부로부터 한국산업기술대학교에서 한국공학대학교로 교명변경을 인가받아 2022년 3월 1일 부로 해당 명칭으로 교명이 변경되었다.

## 역사

### 설립 과정

한국산업기술대학교 시절 로고

1990년대, 지식기반 정보화산업사회에 걸맞는 기술인력을 배출하기 위한 산업정책의 일환으로 통상산업부(現 산업자원부)에서 1991년 생산기술연구원을 통해 공학교육제도 개선방안을 제안하고 관련 특별법 제정을 추진하고, 1993년 4월 "신경제 5개년 계획"에 반영되어 동년 가칭 산업기술대학법이 제정되었다. 1994년 7월 기술교육제도 개선의 일환으로 '확대경제장관회의'에서 정부와 민간이 공동으로 설립·운영하기로 결정하였는데 이 당시 95년 10월에 결정된 설립계획에 따르면 98년 개교를 목표로 경기도 시흥시 정왕동 시화공업단지 내에 설립하여 학과 개수는 8개, 정규과정(1~4학년) 입학정원 480명, 상급과정(3~4학년) 편입학정원 240명으로 총 학생 정원은 2,400명으로 정해졌고 96년 3월까지 기본 및 실시설계를 완료하고 동년 4월에서 98년 2월까지 건축공사를 하기로 되어 있었다. 95년 12월 6일 가칭 학교법인 한국산업기술대학 창립총회가 팔래스호텔 카네이션홀에서 열렸고 학교법인명칭(학교법인 한국산업기술대학)과 대학명칭(한국산업기술대학)이 결정되었다.
1996년 11월 28일, 제1회 학교법인 이사회에서 교명이 한국산업기술대학교로 변경되었고 건설비 및 출연재산 등 설립예산을 확정되고 이어 동년 12월 4일 신축공사 기공식이 시행되었다. 1997년 2월 26일 개최된 제2회 이사회에선 설립추진 본부장(총장 내정)으로 김유채 생산기술연구원 기술고문이 선임되고 설립추진본부에서 대학 운영에 관한 각종 규정이 되고 설치 학과 및 교과과정을 결정하기 위한 직무분석과 관련 교과목 개발, 교육제도 연구가 추진되었다. 7월에는 설립인가를 위한 교수 32명을 초빙하고 이어 12월 20일 최종적으로 설립 인가가 완료되었다.
1998년 1월 3일부터 원서접수를 받아 제1기 신입생 7개학과 560명을 선발하고 1998년 3월 7일 개교식과 입학식이 함께 거행되었다.

### 설립기
초대 김유채 총장이 재임한 설립기 시기에는 IMF 시기를 겪던 시기여서 긴축 재정 운용과 건설비 확보 부족 및 공사 지연으로 인해 개교 당시에는 공학관 A, B동만 완공되어 강의 및 행정업무가 이곳에서만 이뤄졌었다. 입학식도 공사가 한창 진행 중이던 중앙광장에서 이뤄졌었고 식사도 건설사에서 운영하는 임시 식당에서 이뤄졌었다. 98년 봄에는 행정동이 완공되고 이어 종합교육관, 공학관 C, D동, 기숙사, 체육관이 차례대로 완공되었다. 98년 봄에는 대학의 로고, 교훈, 개교기념일 제정이 이루어졌다.

### 성장기
1999년 10월 21일, 제2대 최홍건 총장이 취임하고 대학 조직의 변화와 다방면에서 외연을 확대하고 성장을 이루고자 하는 정책들이 추진되었다. 대학 입학 정원이 기존 630명에서 1,380명으로 증원 되었고 교육 체제도 4학기제에서 2학기제로 변경되고 게임공학과가 신설되고 지식기반·에너지대학원과 산업기술·경영대학원도 이 시기에 설립되었다. 2000년 7월 26일, 지역 환경 문제를 해결하기 위해 대학, 행정기관, 연구 기관들의 환경 연구 역량이 집결 된 시흥환경기술개발센터가 설립되고 첨단 전자, 통신 제품 생산 업체의 조립 장비 기술개발, 검사 장비의 신뢰성 평가 기술 기반을 구축하고자 한 조립검사장비개발기반구축센터가 2001년에 설립되었으며 재직자를 대상으로 시·공간에 제약 없이 인터넷을 통해 교육 프로그램을 제공하는 원격기술지원센터도 2001년 9월 5일에 설립되었다. 이어 기숙사와 홍보실, 행정 서비스 제공을 위한 학생서비스센터, 건강지원실, 상담실 등이 설치되고 대학의 종합적인 정보화를 위해 부속 기관에 설치되었던 전자계산서를 대학 본부의 전산정보실로 개편하였다. 그 외에도 도서관도 1,304㎡로 증축 된 것도 이 시기에 이루어졌다.
2002년 2월 21일 한국산업단지공단과 업무 협약이 체결되었다.

### 도약기
인근 산업단지의 종소기업 기술개발을 지원하기 위해 교수와 학생, 기업의 기술 인력이 동일 공간에서 연구개발을 수행하는 산학협력사업을 수행하기 위해 학교 내에 지하 1층에서 지상 18층 규모의 기숙사, 게스트 하우스, 각종 편의시설과 엔지니어링 하우스가 포함된 기술혁신파크(Techno-Innovation Park, 약칭 TIP)가 설립되었다. 2009년 12월 1일 유네스코 ATLASE(Advancing Tomorrow's Leaders for Achieving Sustainable Economy) 프로그램 MOU를 체결하였고 2010년 6월 28일 산학연계교수제도가 도입되었고 2011년 9월 15일 IT융합 재활의료기기 연구센터가 개소되고
2012년 3월 1일에는 산업대학에서 일반대학으로 전환되었다.

## 교육편제
디자인학부와 경영학부를 제외한 모든 학과가 공과대학으로 따로 단과대학이 편성되어 있지 않고, 일반대학원과 지식기반기술·에너지대학원(전문대학원),산업기술대학원(특수대학원) 3개의 대학원이 설치되어 있다. 대한민국 최초로 게임개발을 전문적으로 연구하는 게임공학부를 2002년에 개설하였다. 또한 산업체가 요구하는 맞춤형 재교육을 위해 산학협력학부가 설립되어있다. 개교 초기인 1998학년도부터 2000학년도까지 8주 4학기 제도가 시행된 적이 있었다. 2019년 기준 학부 재학생은 6,879명, 석사과정 재학생은 351명, 박사과정 재학생은 총 58명이 재학 중에 있다.
- 대학

|  | - 기계공학과 - 기계설계공학과 - 메카트로닉스공학과 - 전자공학부 - 전자공학전공 - IT융합전공 | - 컴퓨터공학부 - 컴퓨터공학전공 - 소프트웨어전공 - 게임공학부 - 게임공학전공 - 엔터테이먼트컴퓨팅전공 - 신소재공학과 - 생명화학공학과 - 디자인공학부 - 산업디자인공학전공 - 미디어디자인공학전공 | - 경영학부 - 산업경영전공 - IT경영전공 - 나노-광공학과 - 에너지·전기공학과 - 신재생에너지전공 - 전력전공 - 지식융합학부 - 산업융합전공 |

- 기업인재대학

|  | - 산학협력학부 - 기계제조공학과 - 기계설계·시스템공학과 - 메카티로닉스시스템공학과 - 전자제어공학과 - 컴퓨터융합공학과 - 부품소재공학과 - 환경안전경영학과 - LED공학과 - 광융합시스템공학과 - 기업경영학과 | - 듀얼산업학부 - 디지털융합공학과 - 정보통신공학과 - 스마트기계공학과 - 디지털디자인학과 - 지식서비스공학과 | - 산업융합학과 |

- 대학원

| 한국공학대학교 일반대학원 과정 | |
| --- | --- |
| \| - 기계공학과 - 기계설계공학과 - 메카트로닉스공학과 - 전자공학과 - 컴퓨터공학과 - 디지털엔터테인먼트학과 \| - 신소재공학과 - 생명화학공학과 - 나노광공학과 - 산업디자인공학과 - 경영학과 - 에너지·전기 공학과 - 신기술융합학과 - 스마트팩토리융합학과 \| | |
| - 기계공학과 - 기계설계공학과 - 메카트로닉스공학과 - 전자공학과 - 컴퓨터공학과 - 디지털엔터테인먼트학과 | - 신소재공학과 - 생명화학공학과 - 나노광공학과 - 산업디자인공학과 - 경영학과 - 에너지·전기 공학과 - 신기술융합학과 - 스마트팩토리융합학과 |

| 한국공학대학교 전문대학원 과정 |
| ------------------------------ |
| - 지식기반기술에너지대학원     |

| 한국공학대학교 특수대학원 과정 |
| ------------------------------ |
| - 산업기술·경영대학원          |

## 캠퍼스 풍경
한국공학대학교는 경기도 시흥시에 위치해 있다. 학교 정문으로 반월특수지역 시화지구를 마주하며 후문쪽으로 시흥시 상업지구가 있다. 캠퍼스 내에는 강의실로 활용되고 있는 공학관, 기숙사와 엔지니어링 하우스가 들어서 있는 기술혁신파크(Techno Innovation Park, 약칭 TIP), 벤처기업들이 입주해있는 창업보육센터, 한국어 교육센터와 평생교육원 등이 들어서 있는 시흥비즈니스센터, 각종 실습실과 강의실, 입주업체들이 있는 산학융합관, 도서관과 동아리방 등이 있는 종합관, 행정동이 있다.

### 공학관

공학관 E동 (컴퓨터공학/게임공학과)

각 과의 사무실과 강의실, 실습실 등이 마련되어 있는 곳이다. 2002년 9월, 공학관 E동과 P동이 준공되어 E동에는 컴퓨터공학과, 게임공학과를 위한 실습실과 에너지대학원 및 산업기술대학원 전용 공간이 마련되어 있으며 공연장, 기업 후원으로 마련된 전경련홀, 대한상의홀 등의 다목적홀이 갖춰져 있다. 공학관 A동에는 기계공학과 사무실, B동에는 기계설계공학과, 메카트로닉스공학과 사무실, D동에는 신소재공학과 사무실, E동에는 컴퓨터공학과, 게임공학과 사무실, G동에는 지식융합학부, 경영학부 사무실, P동에는 나노공학과 사무실이 있다.

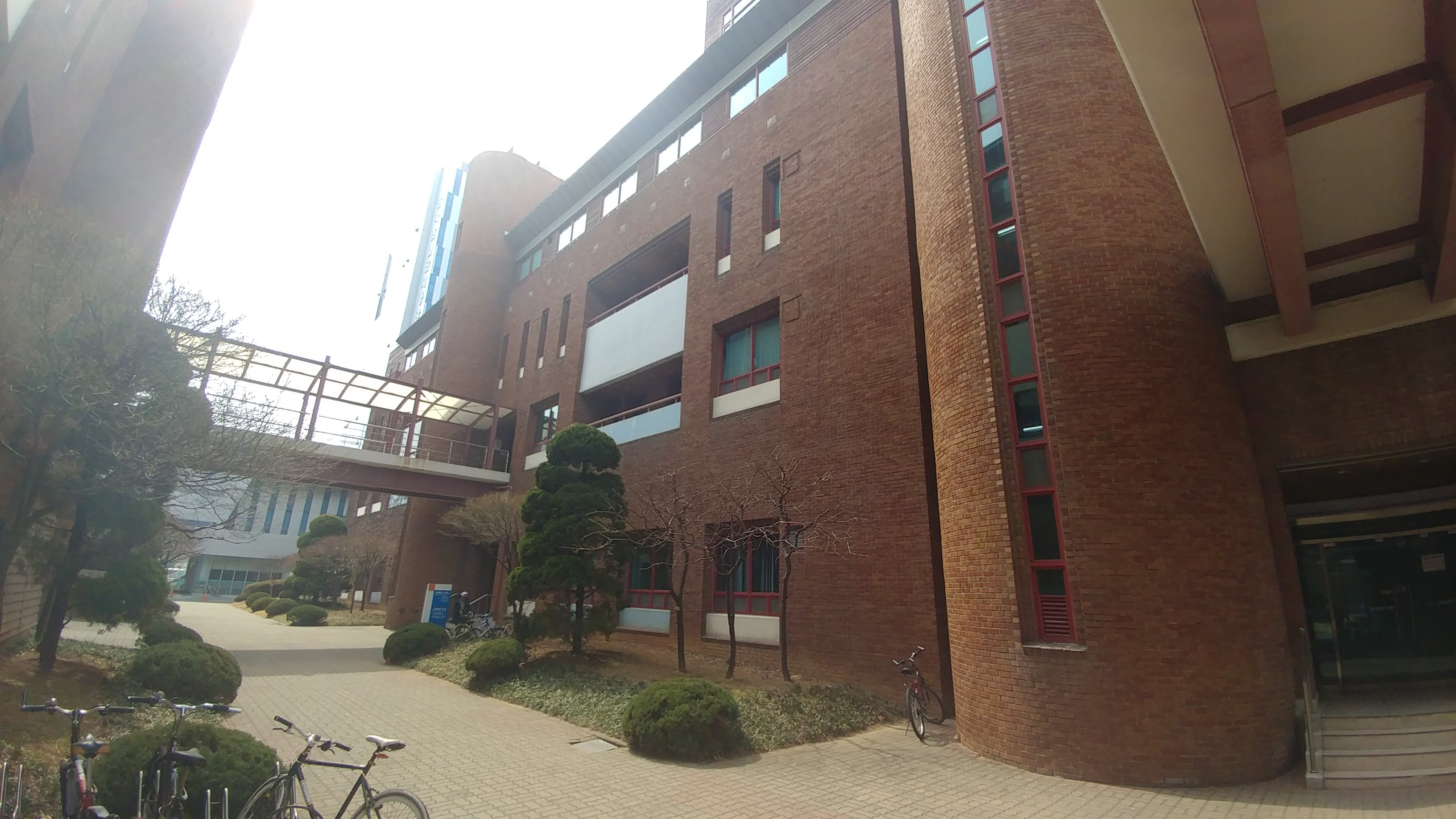
공학관 A동
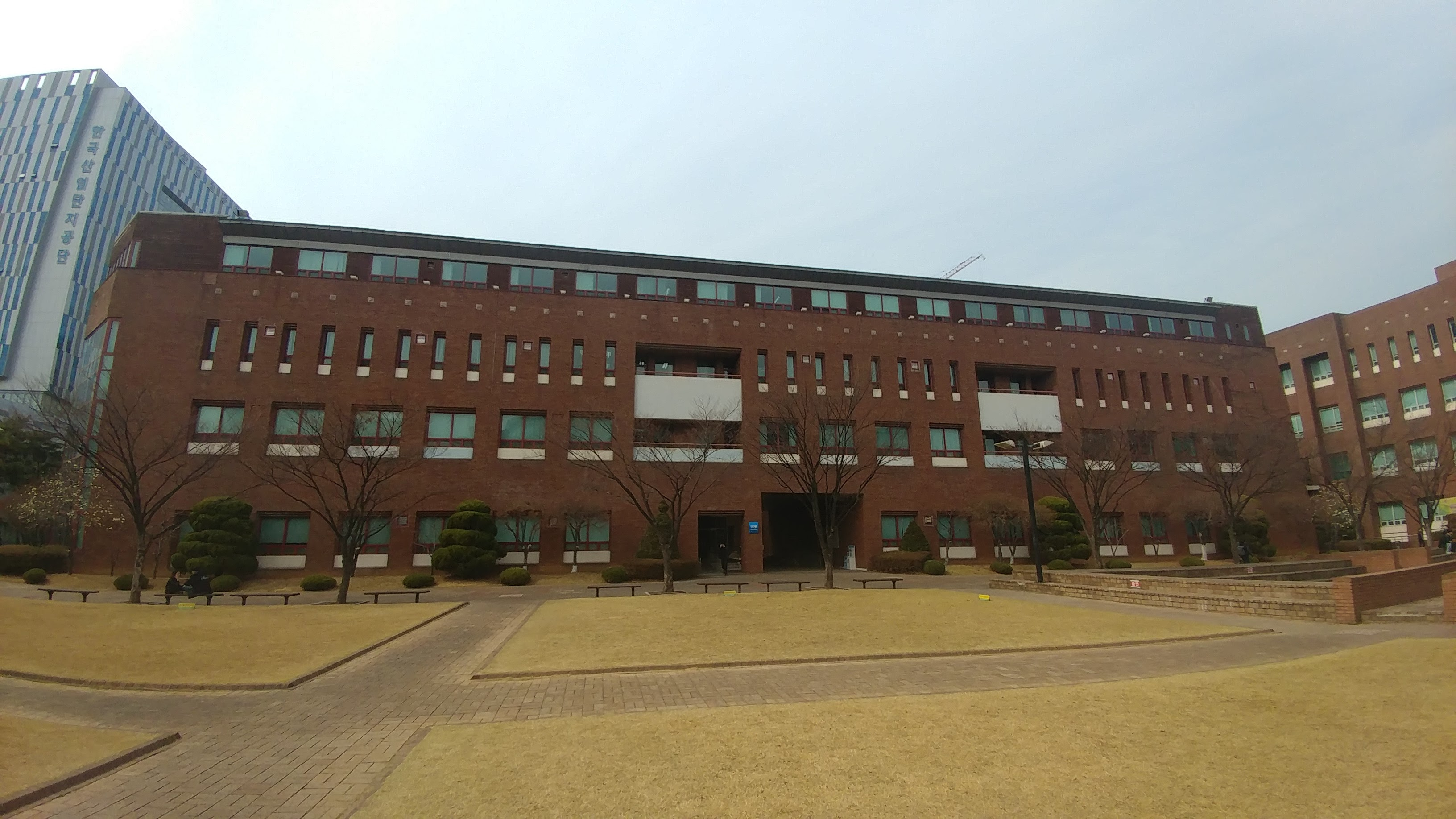
공학관 B동
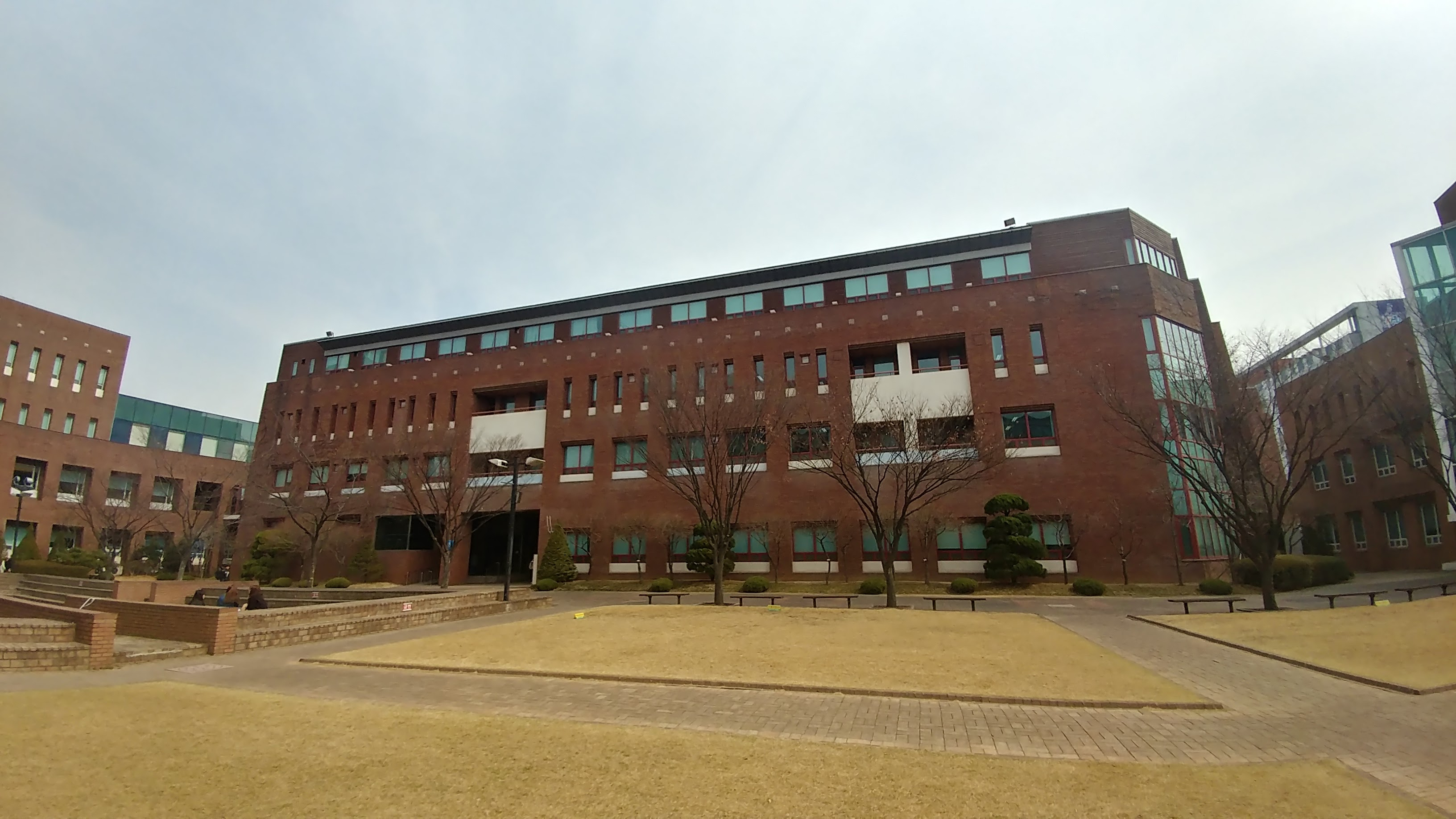
공학관 C동
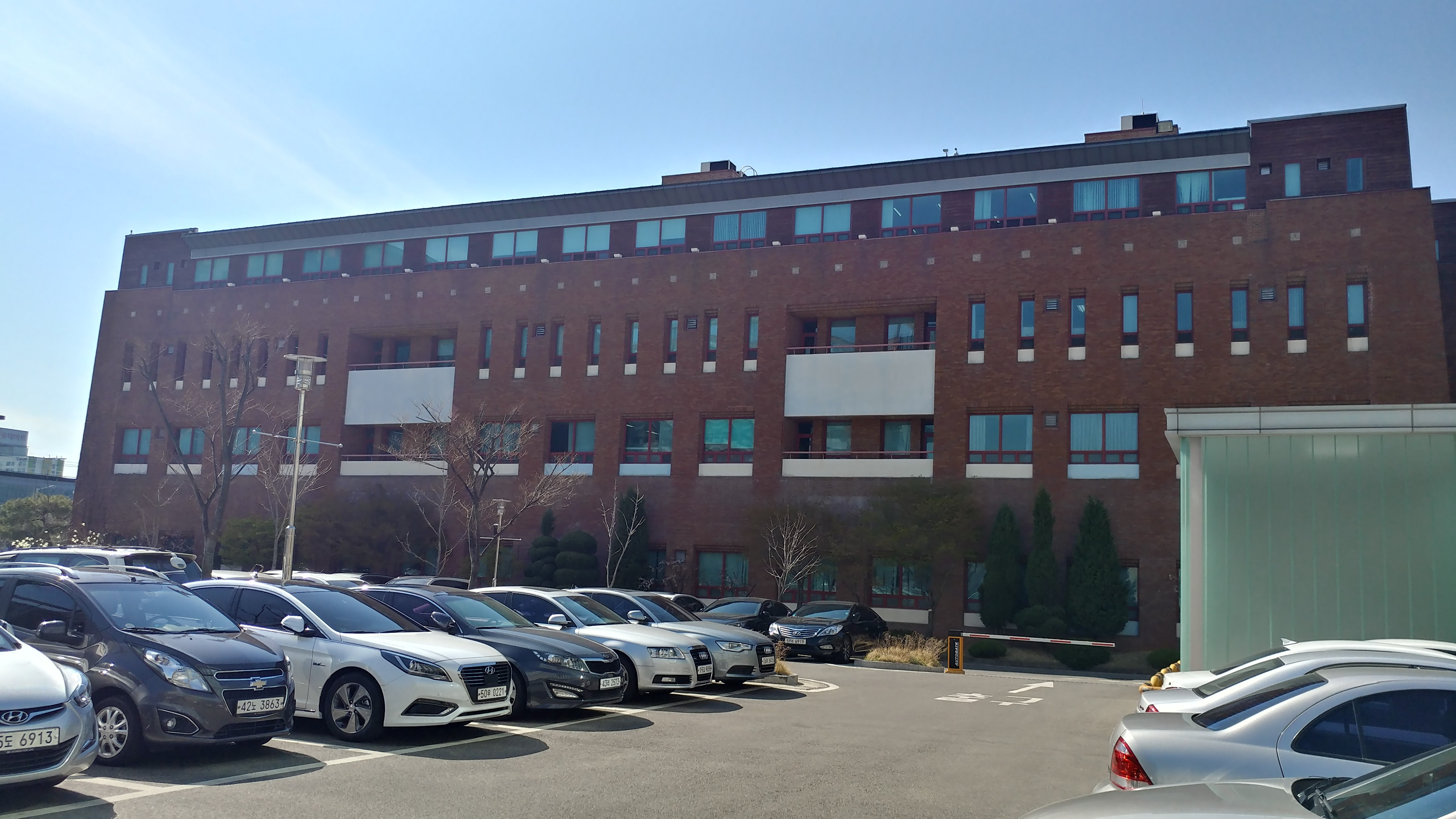
공학관 D동
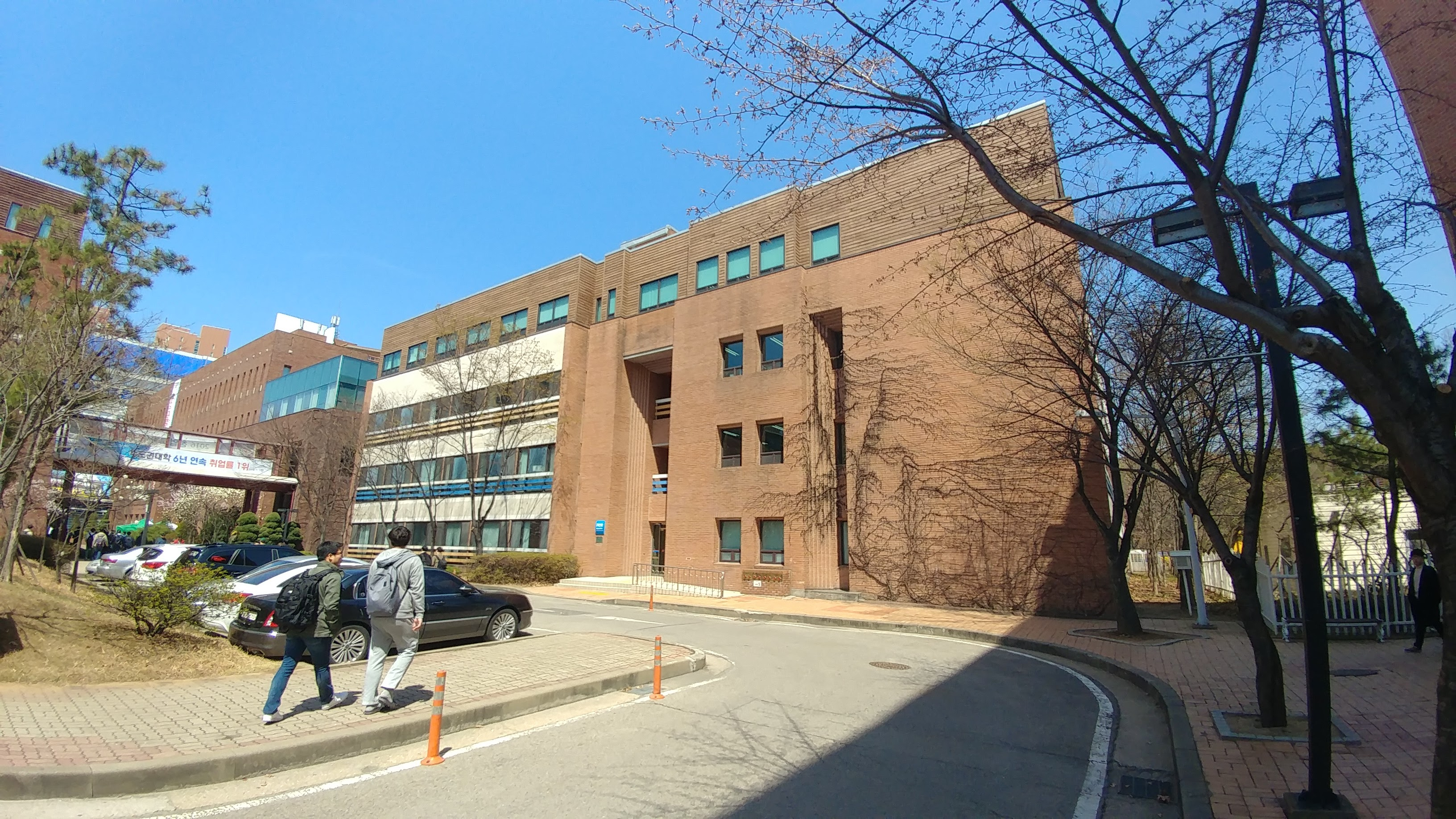
공학관 G동
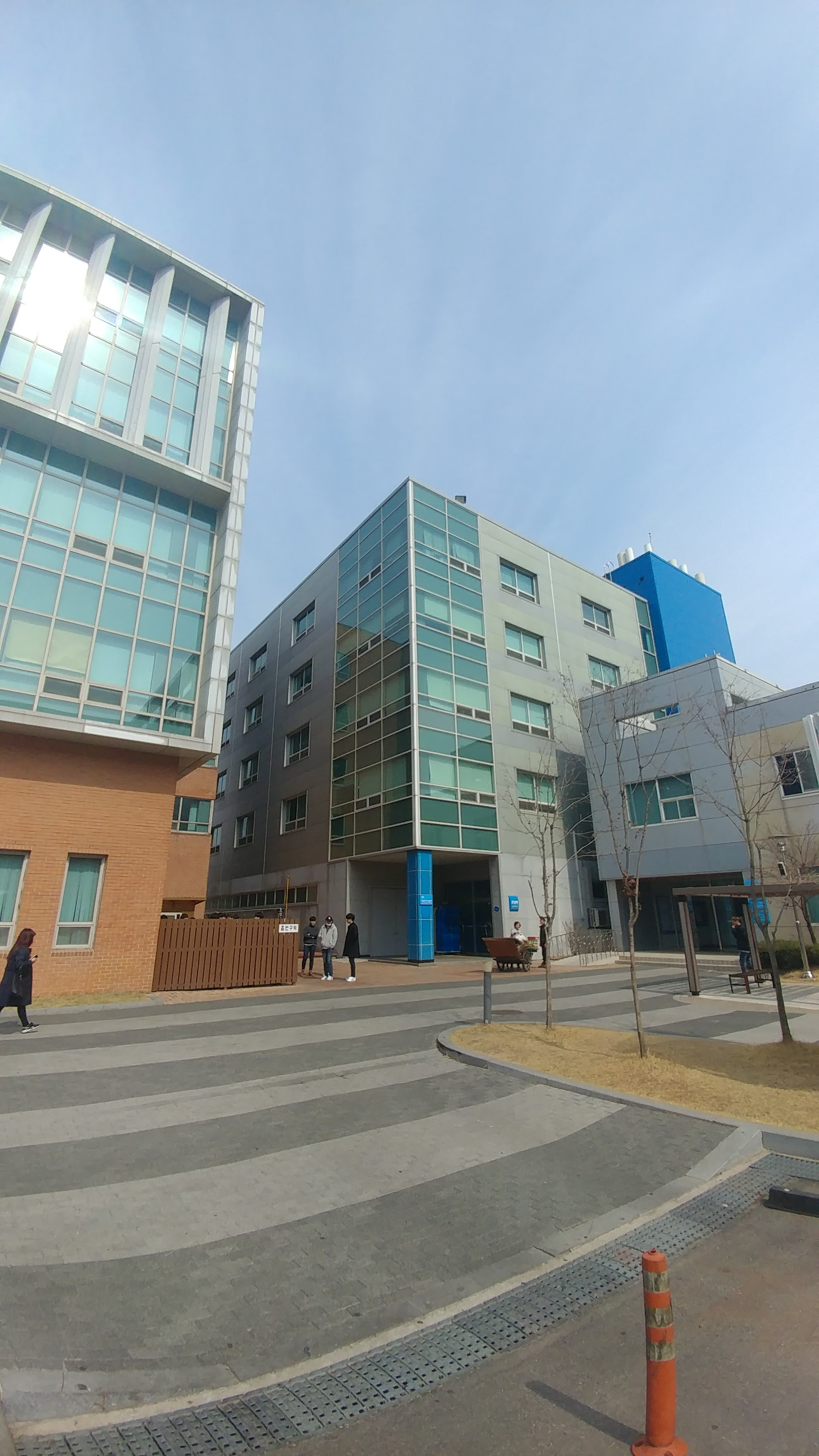
공학관 P동

### 기술혁신파크

TIP 야경 (2008년)

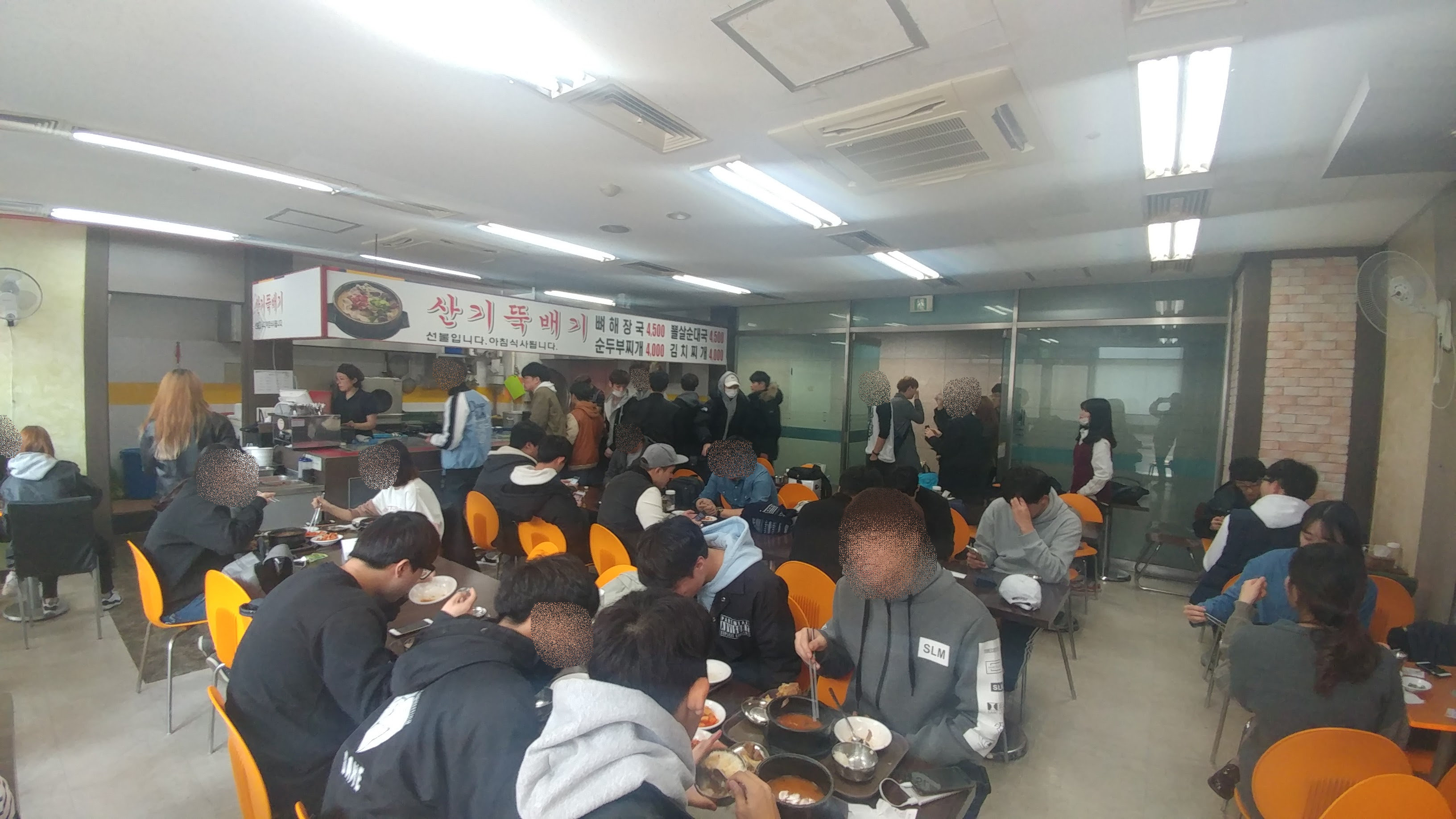
TIP 지하 1층의 산기뚝배기 식당
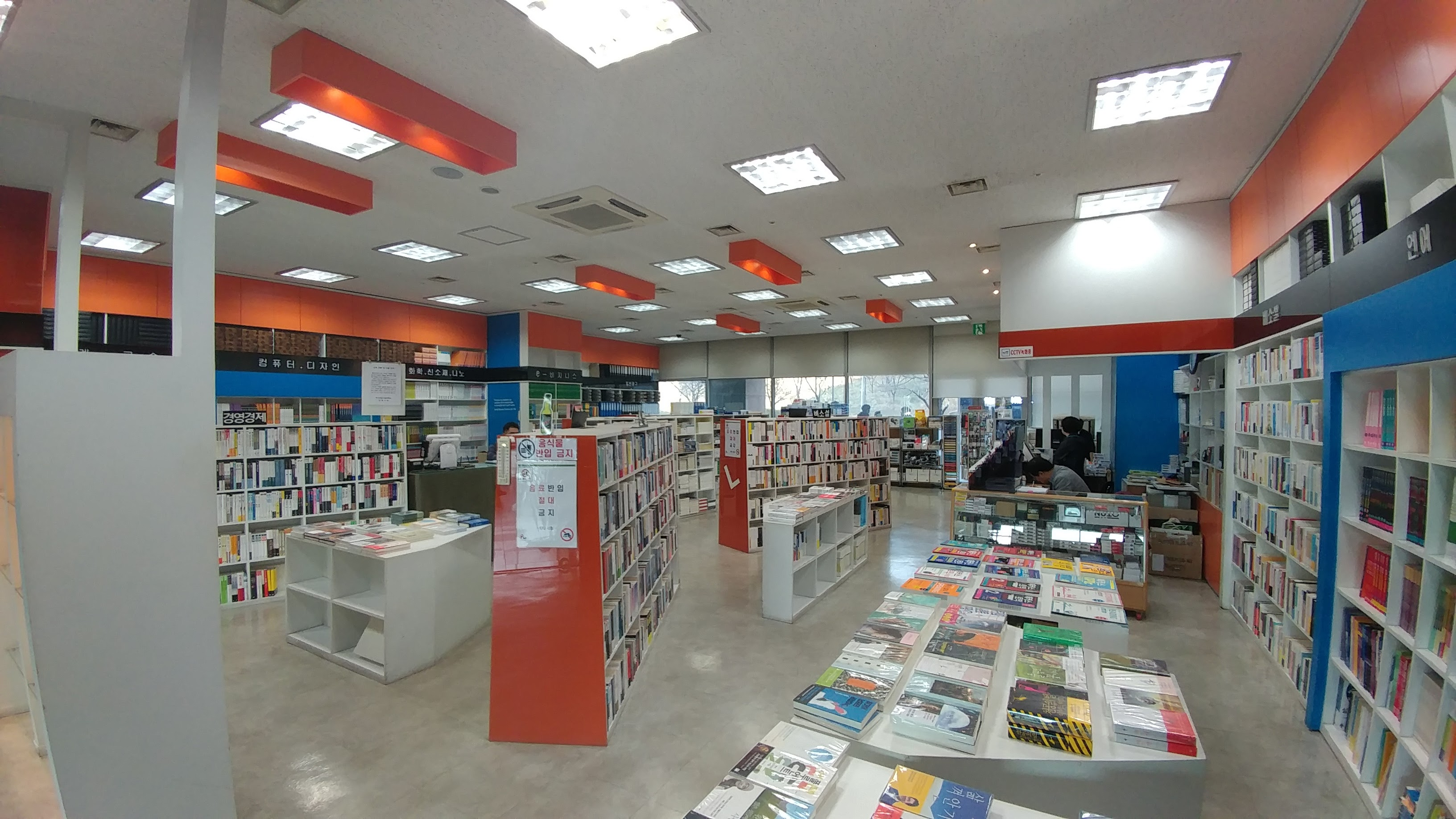
한국공학대학교 서점
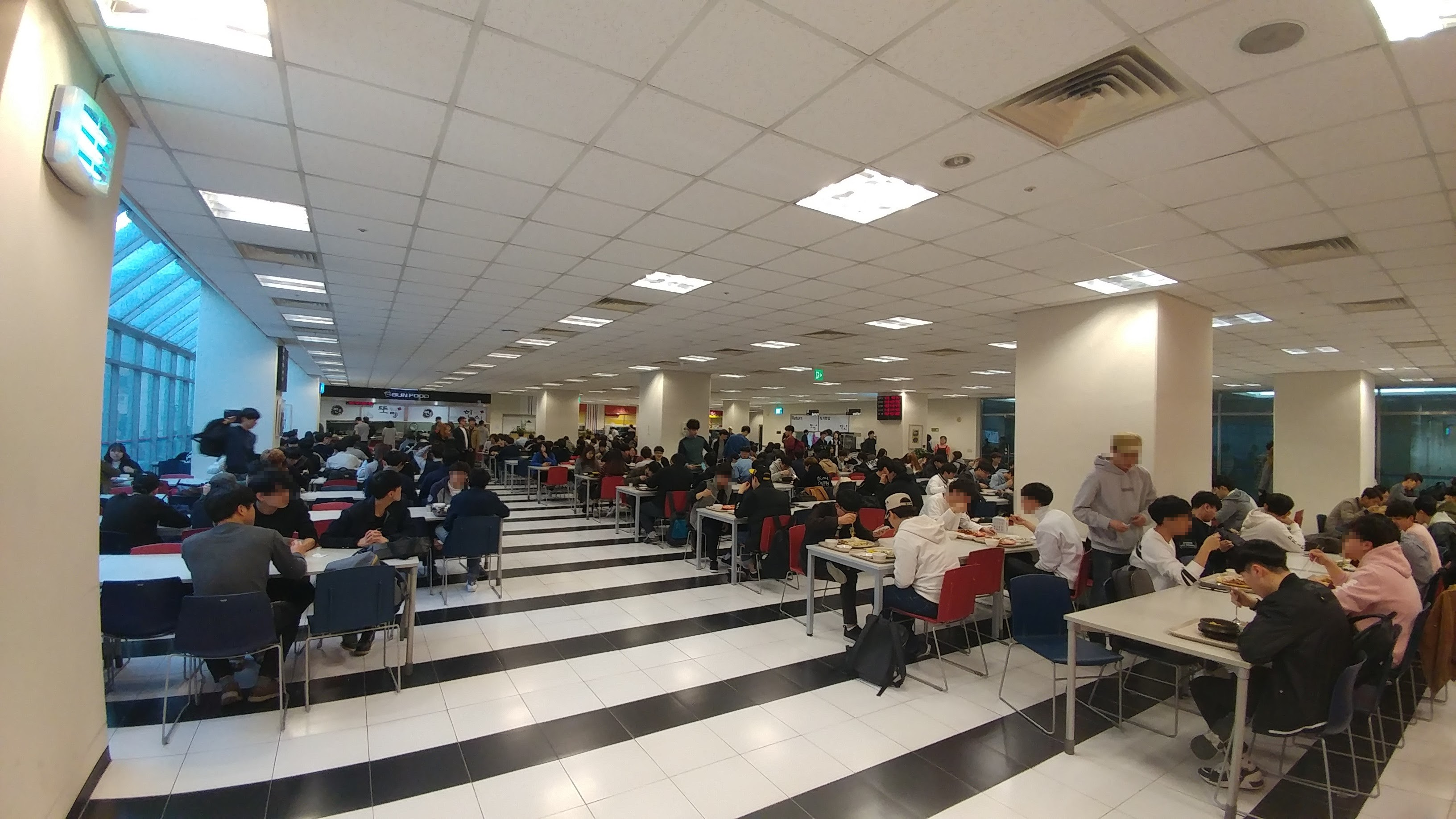
기술혁신파크 지하 푸드플라자

### 그 외 시설

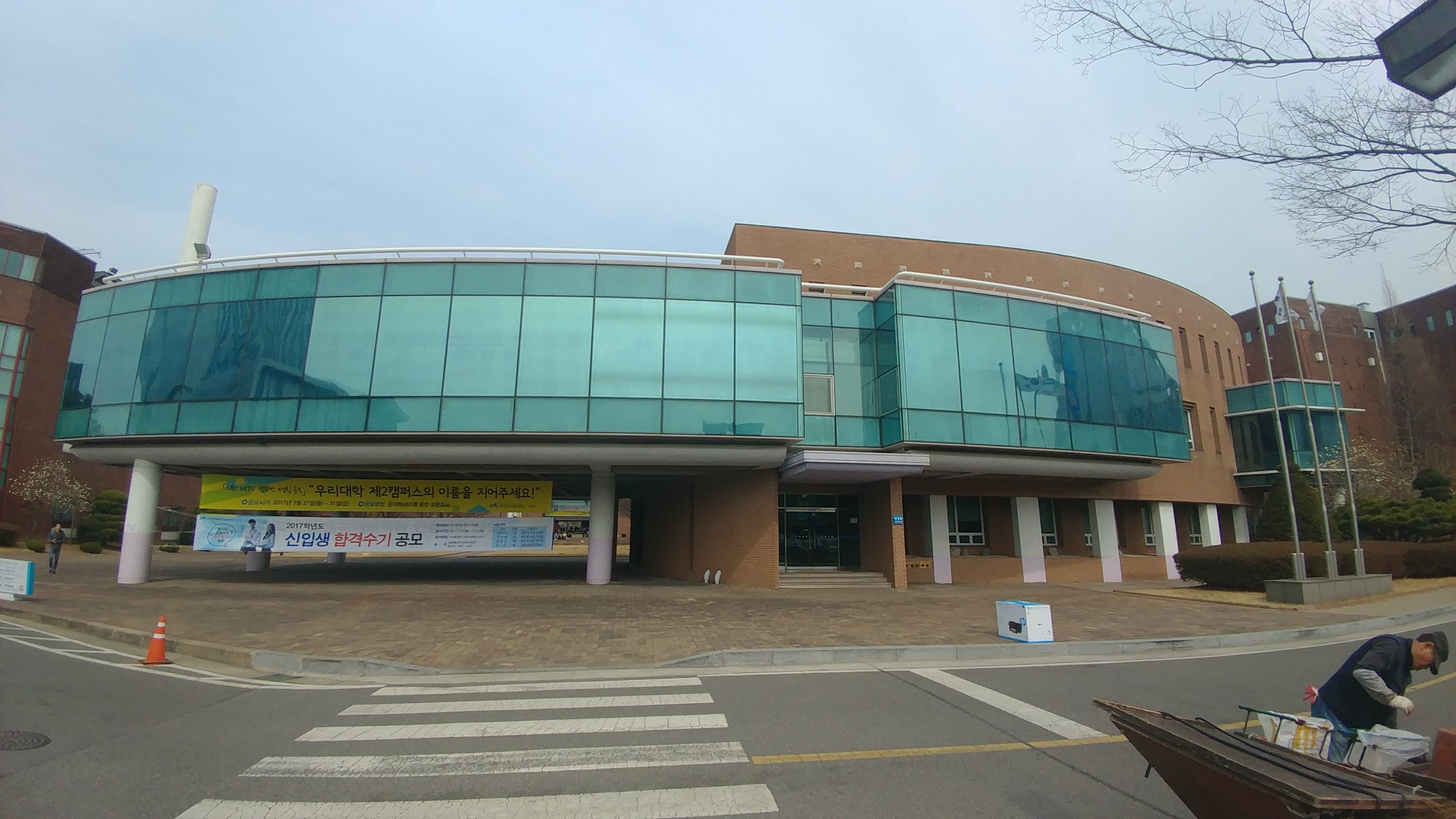
행정동
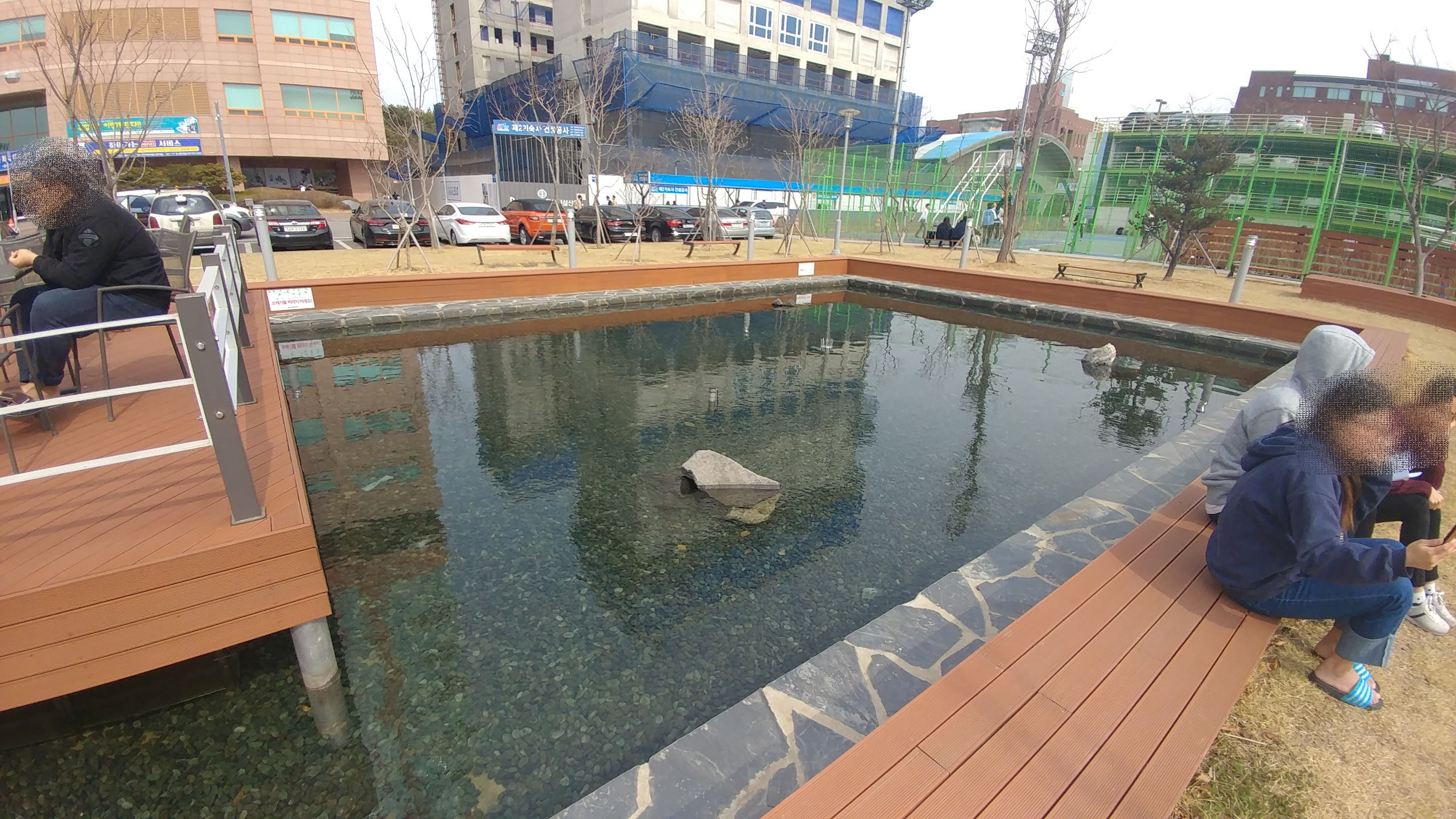
대운동장 근처에 있는 연못
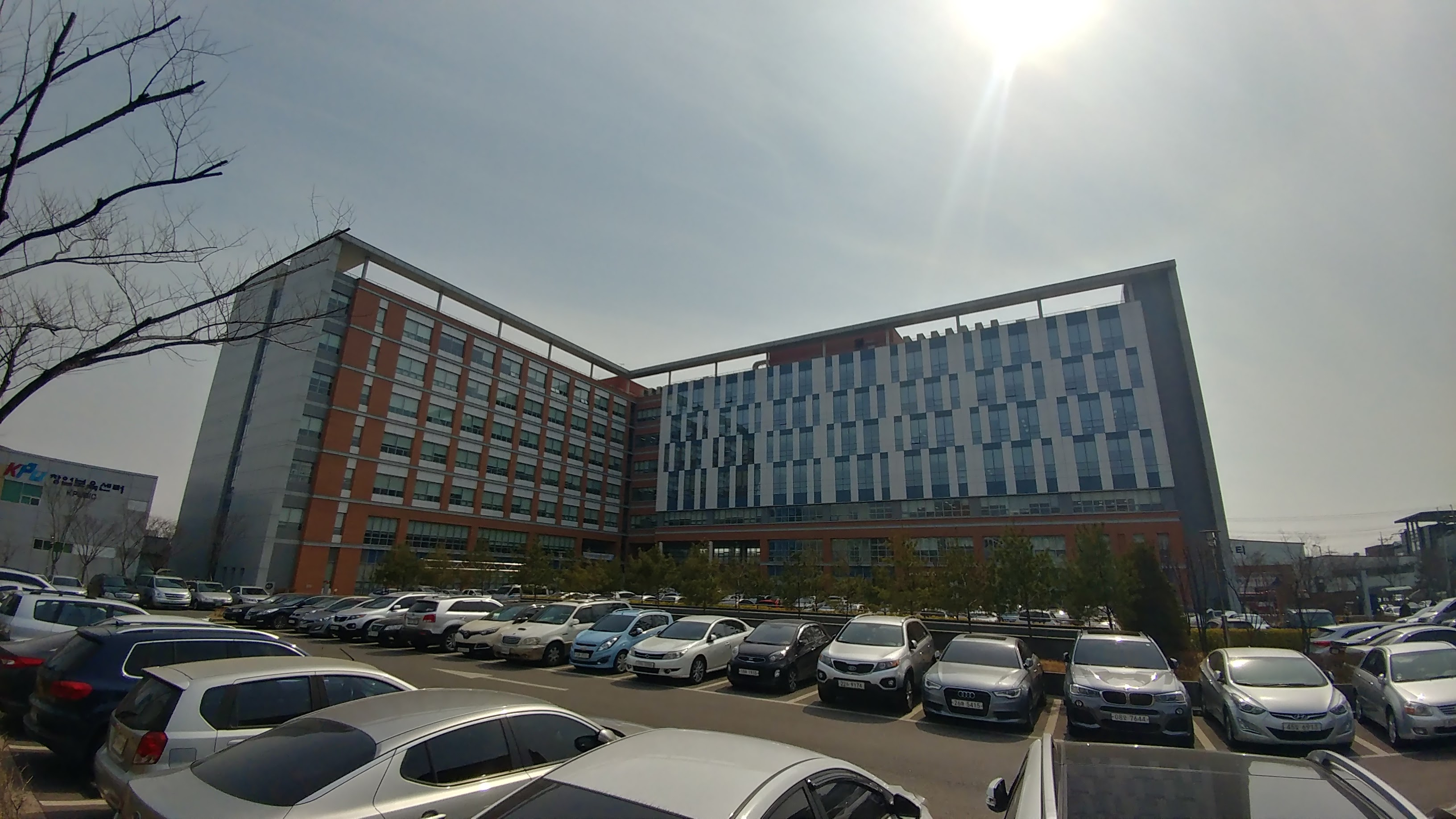
산학융합관
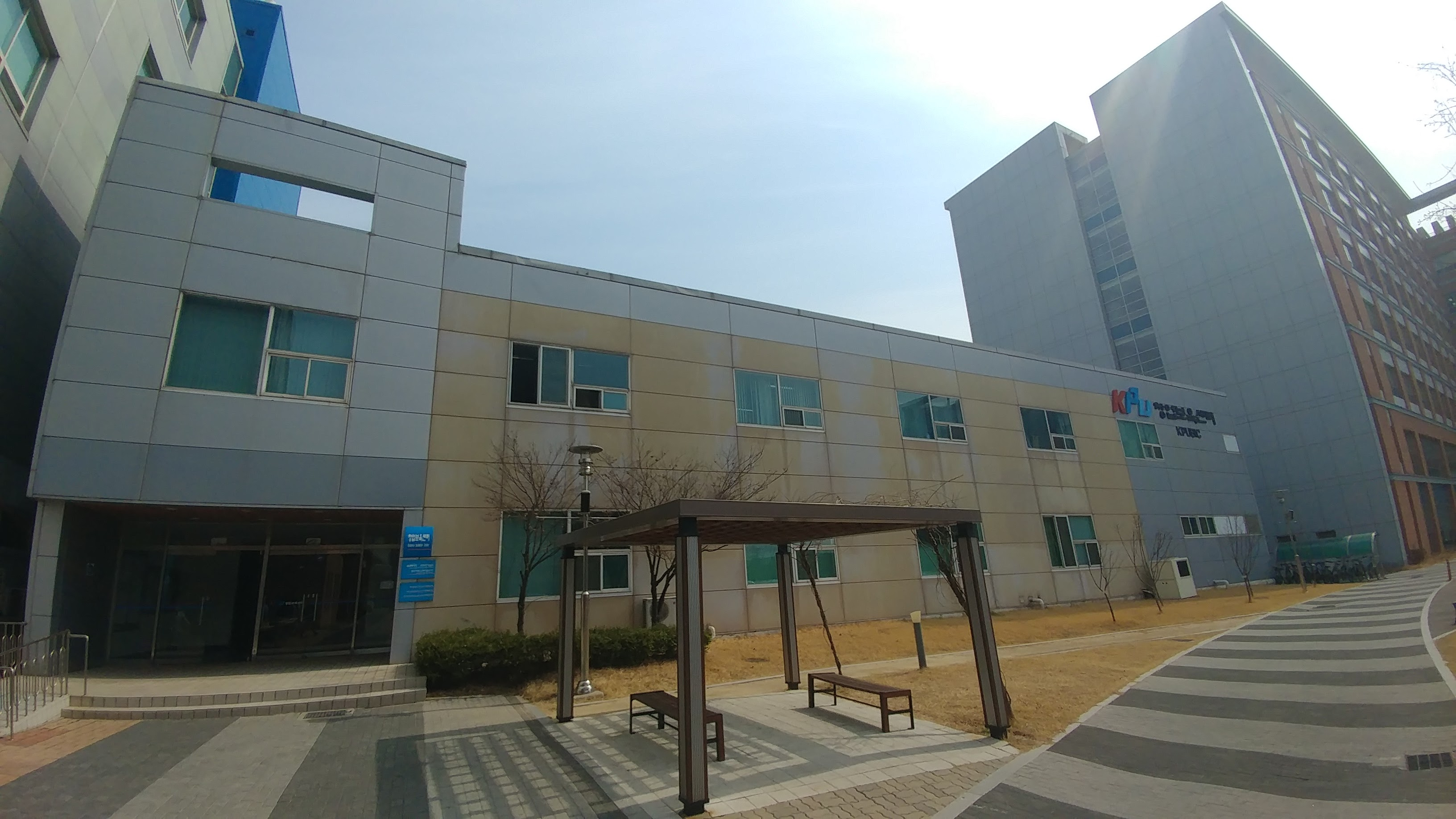
창업보육센터
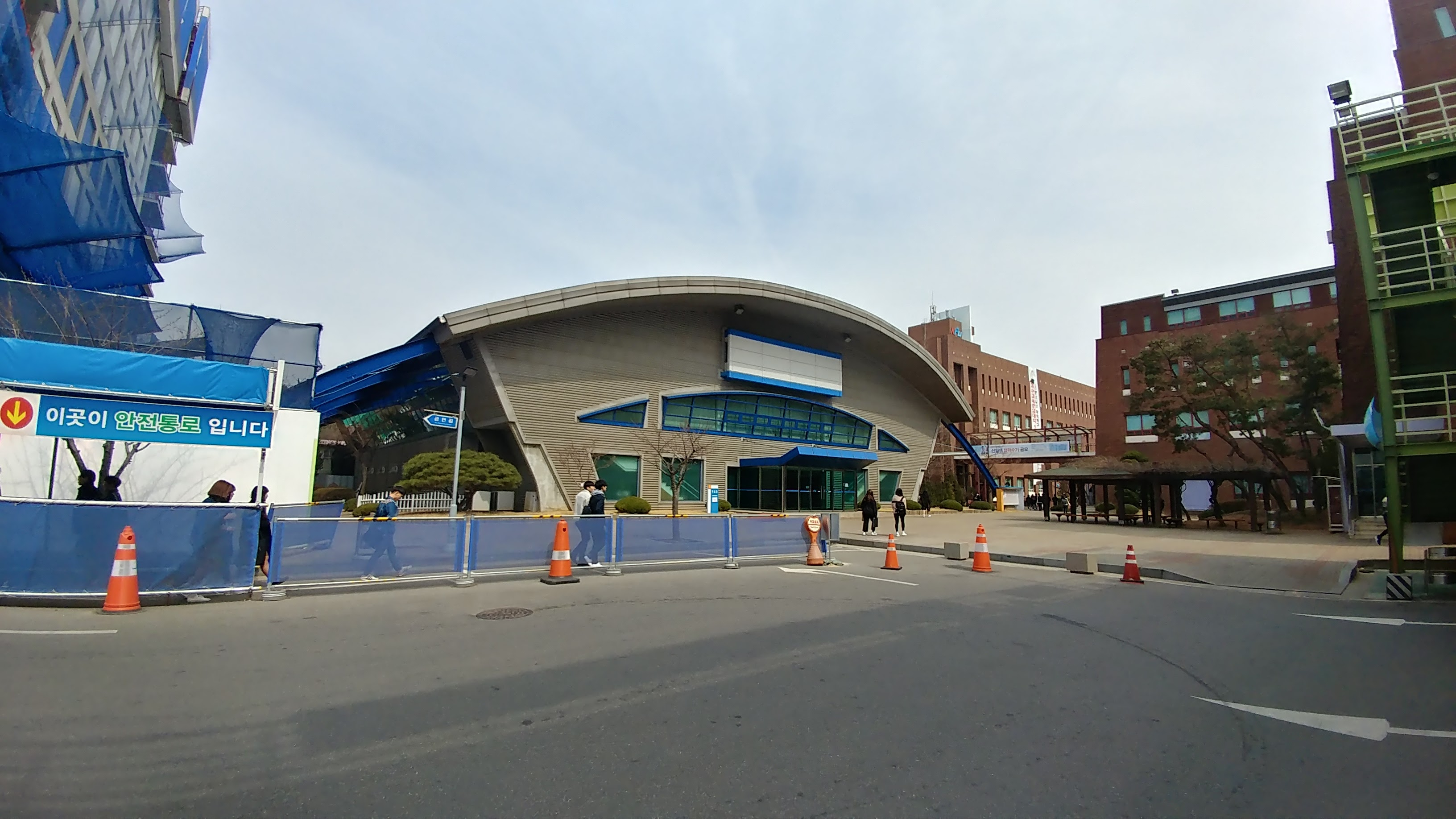
체육관
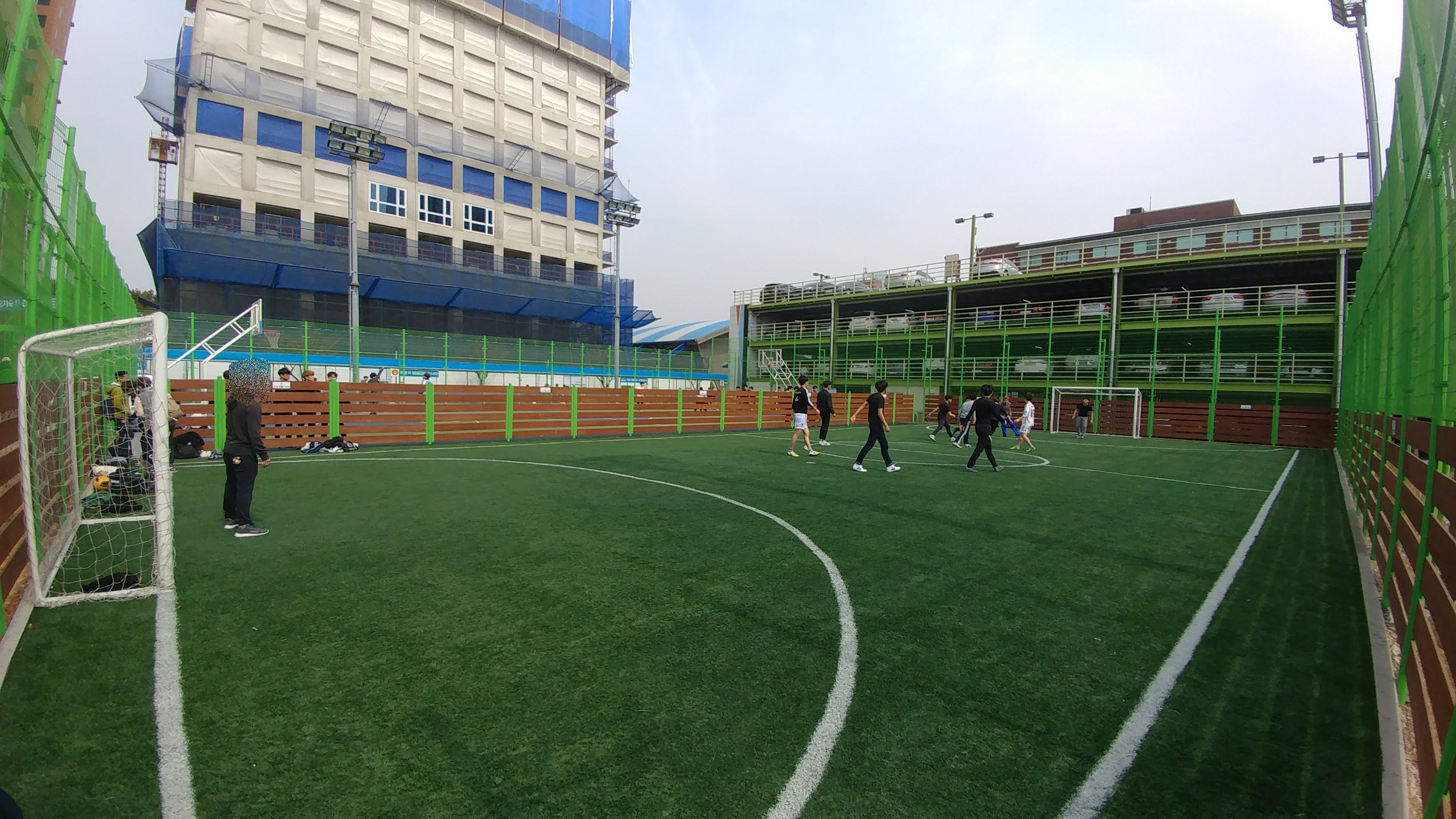
풋살장
인공암벽
PU광장 가을풍경
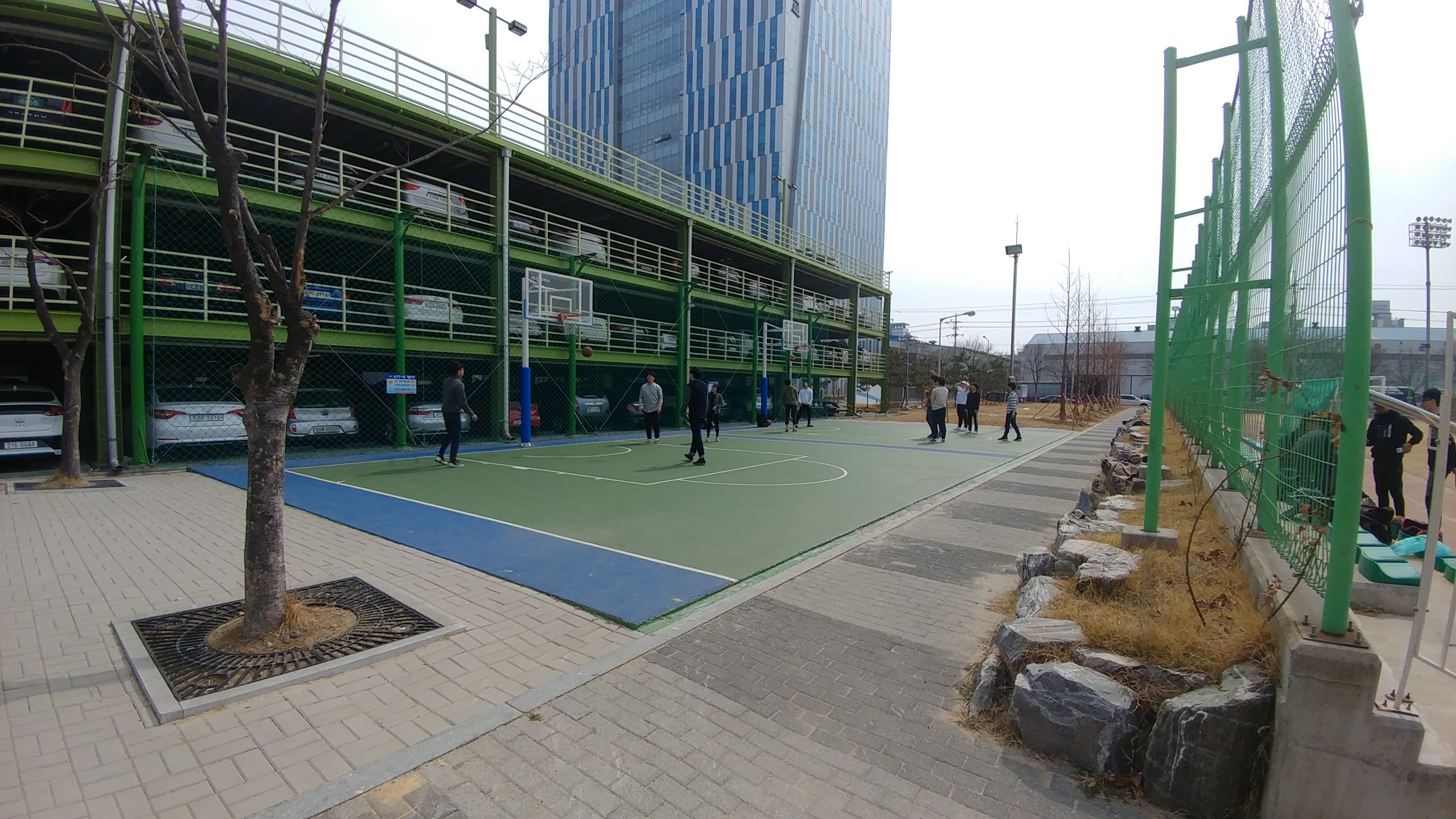
농구장
종합교육관, Pu광장
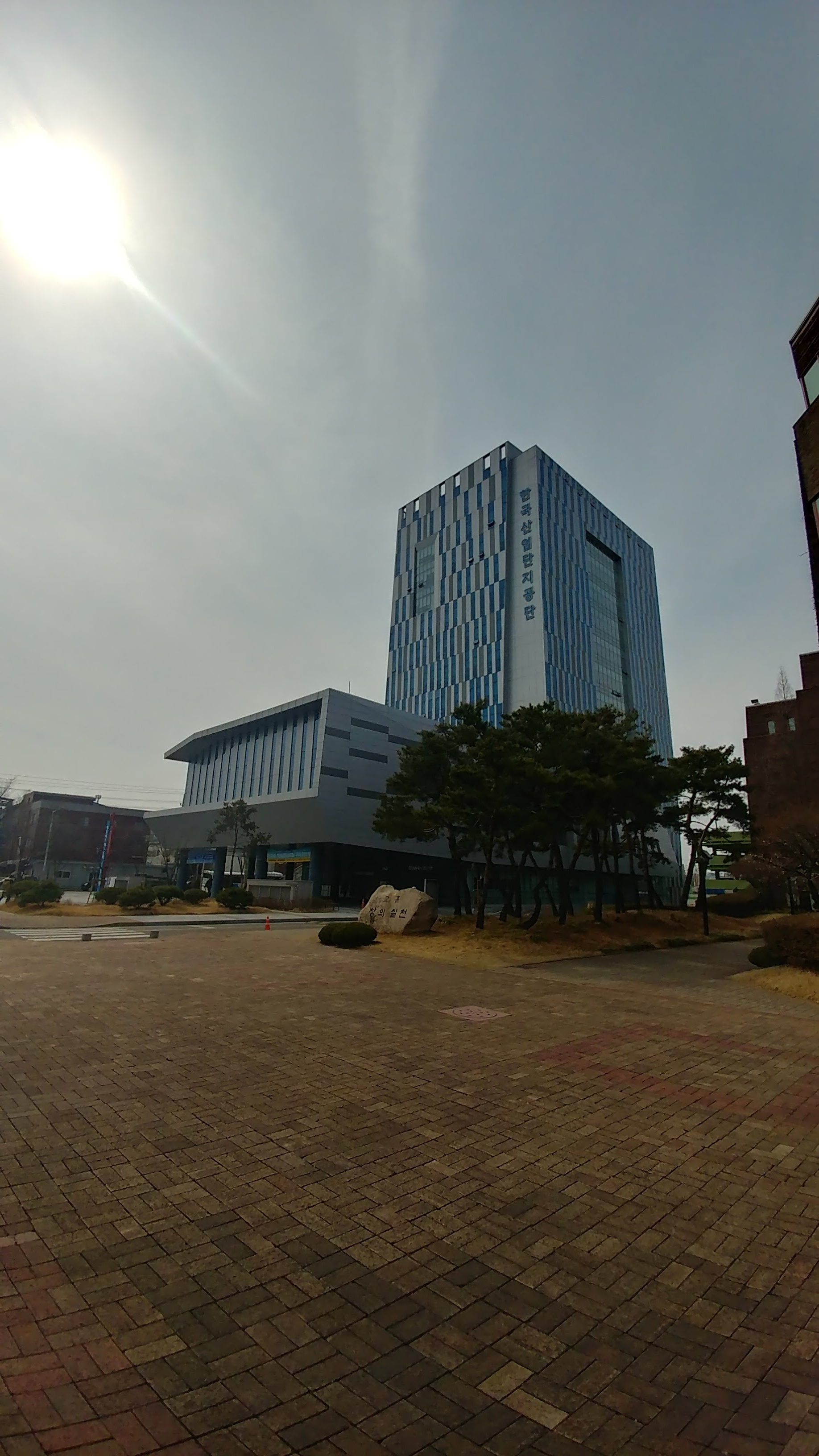
시흥비즈니스센터
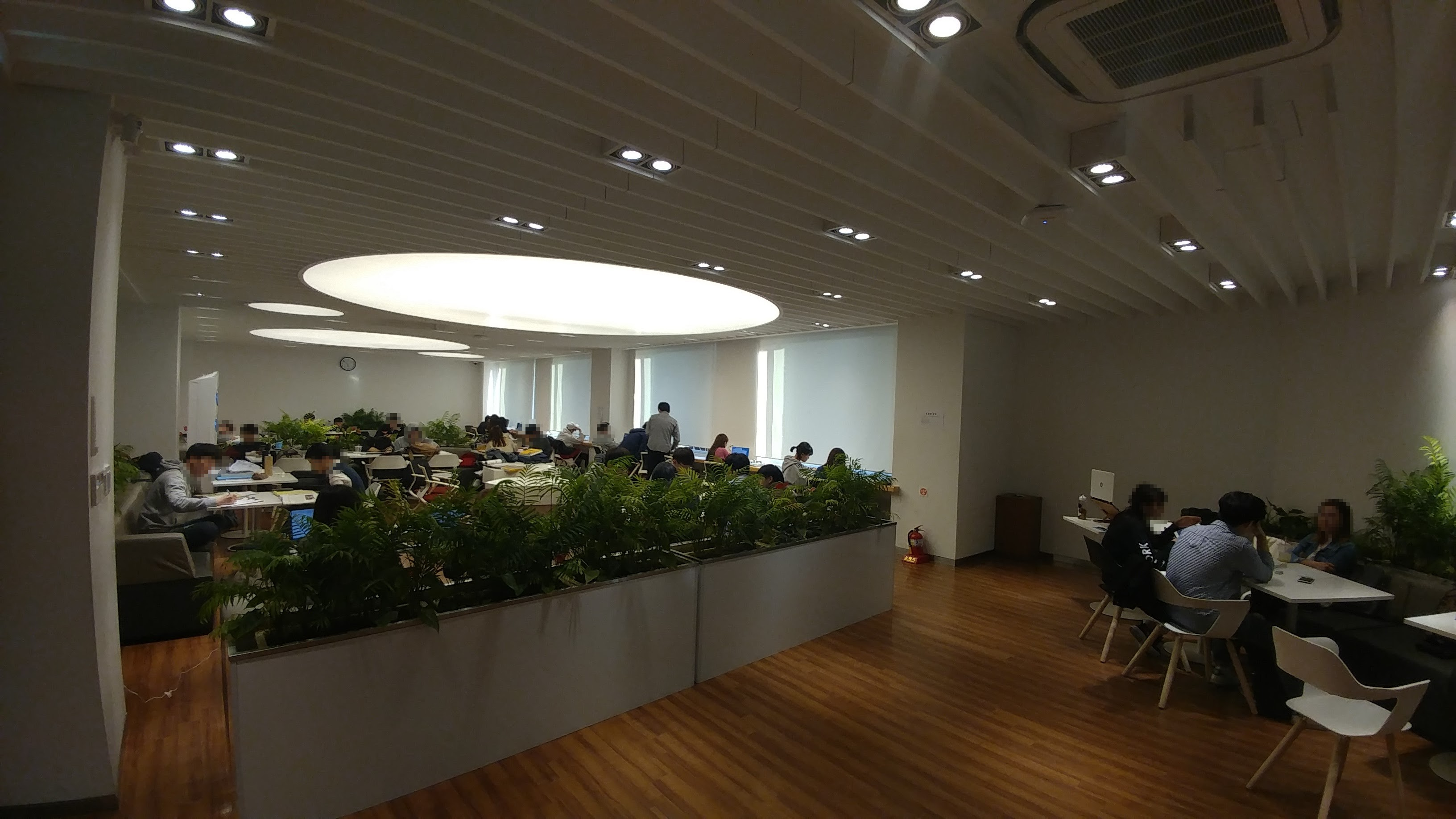
한국공학대학교 채움
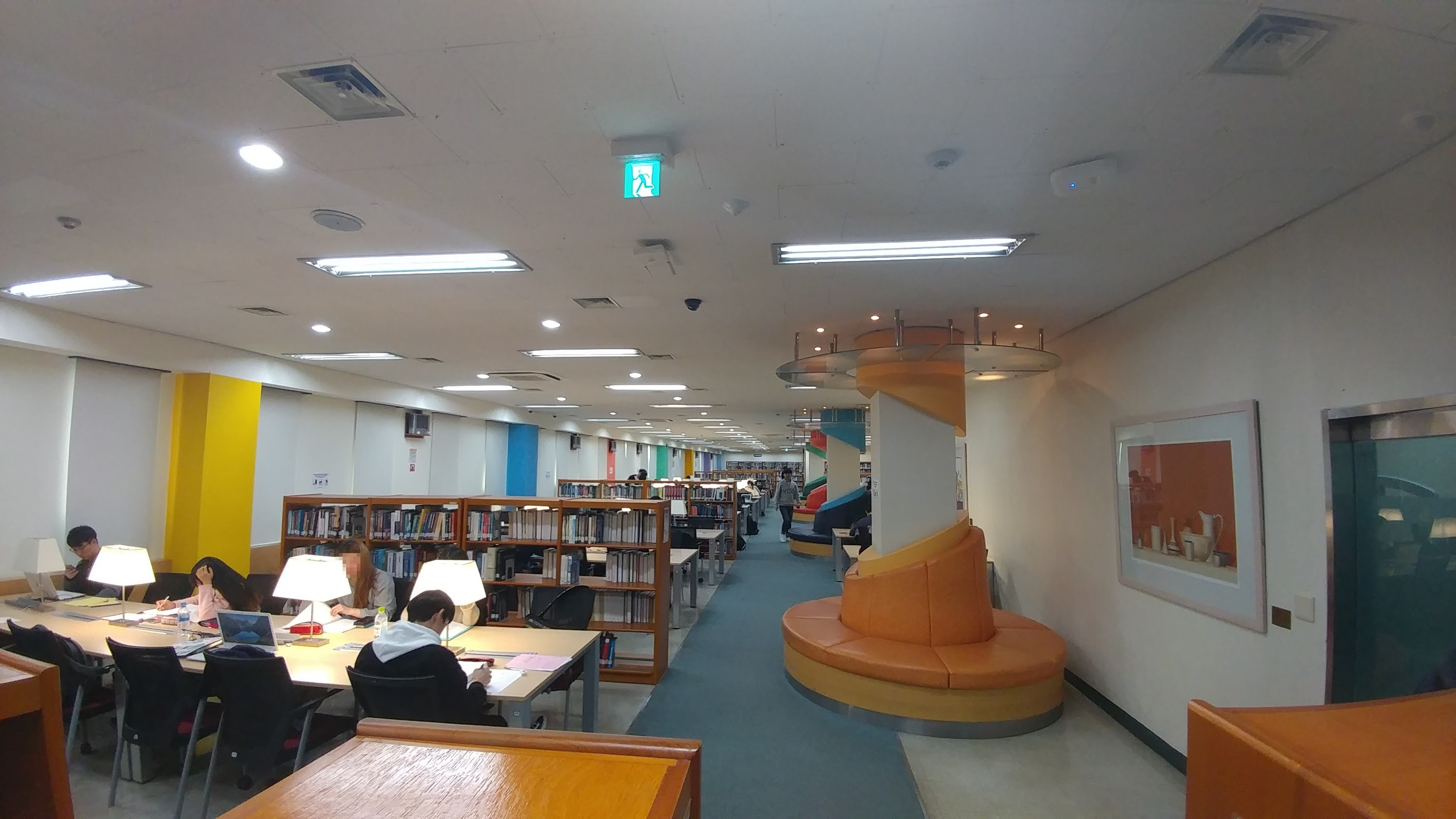
도서관
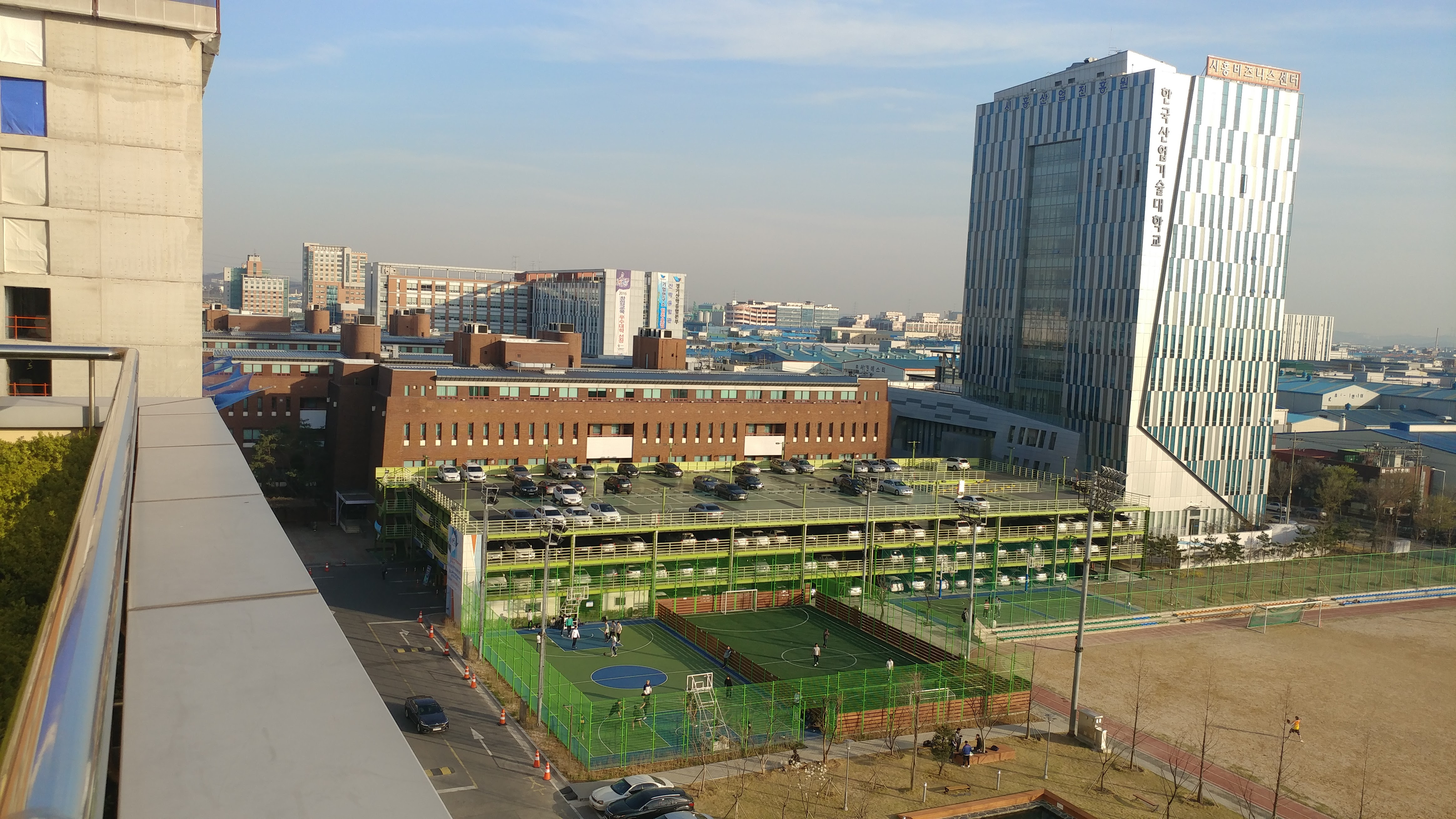
주차장 및 공학관 A동 (후면)
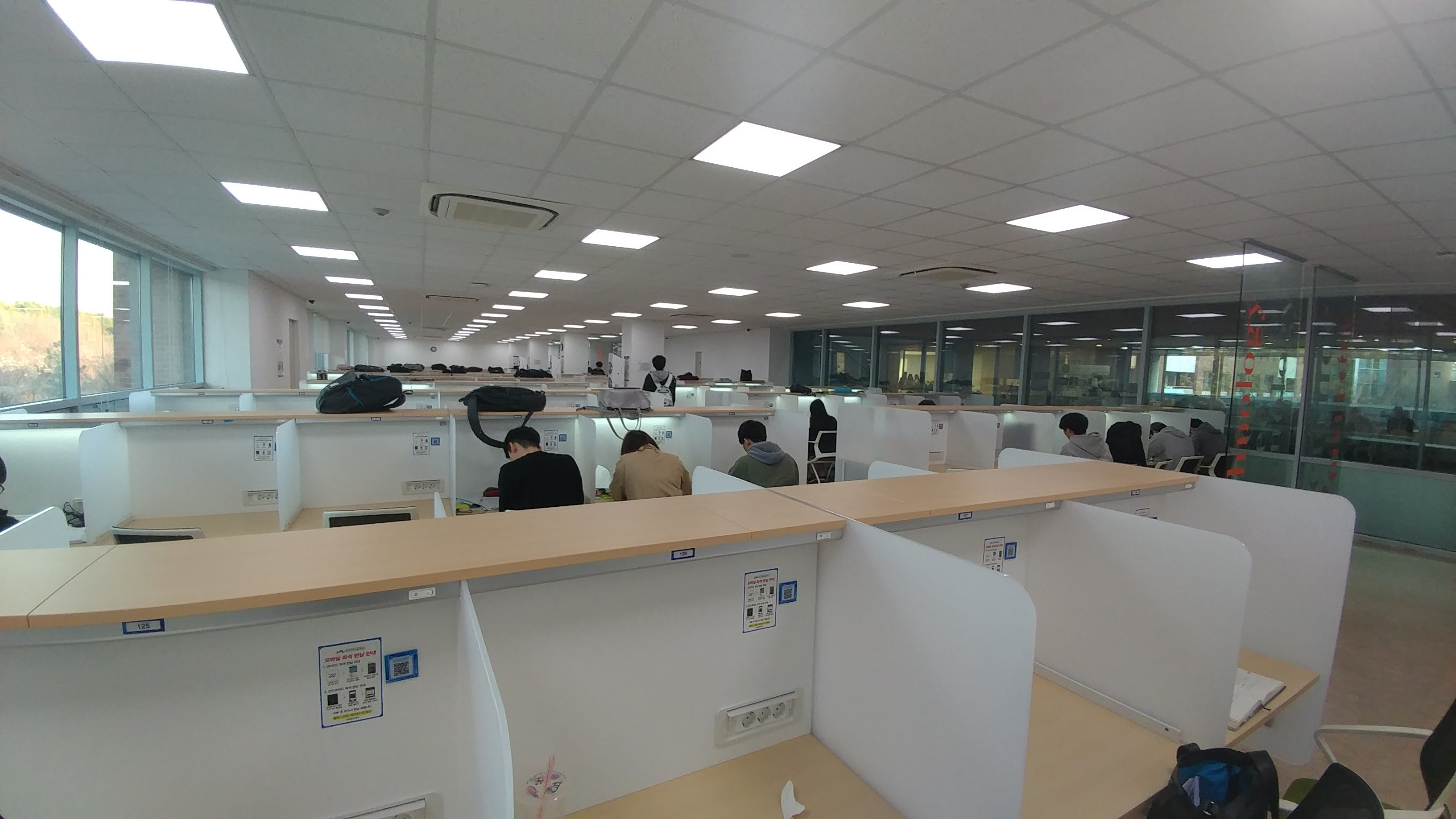
종합교육관의 열람실
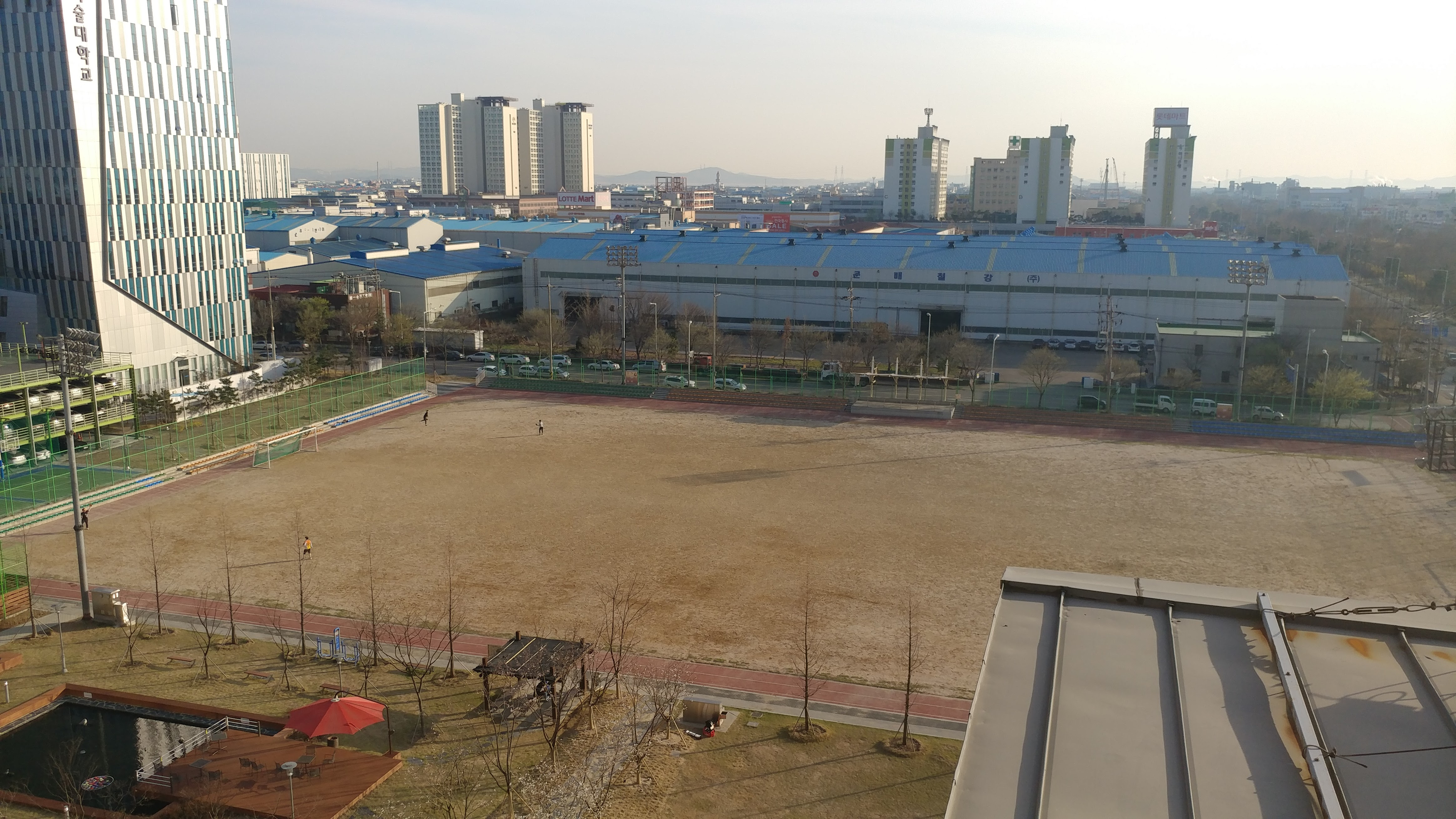
운동장
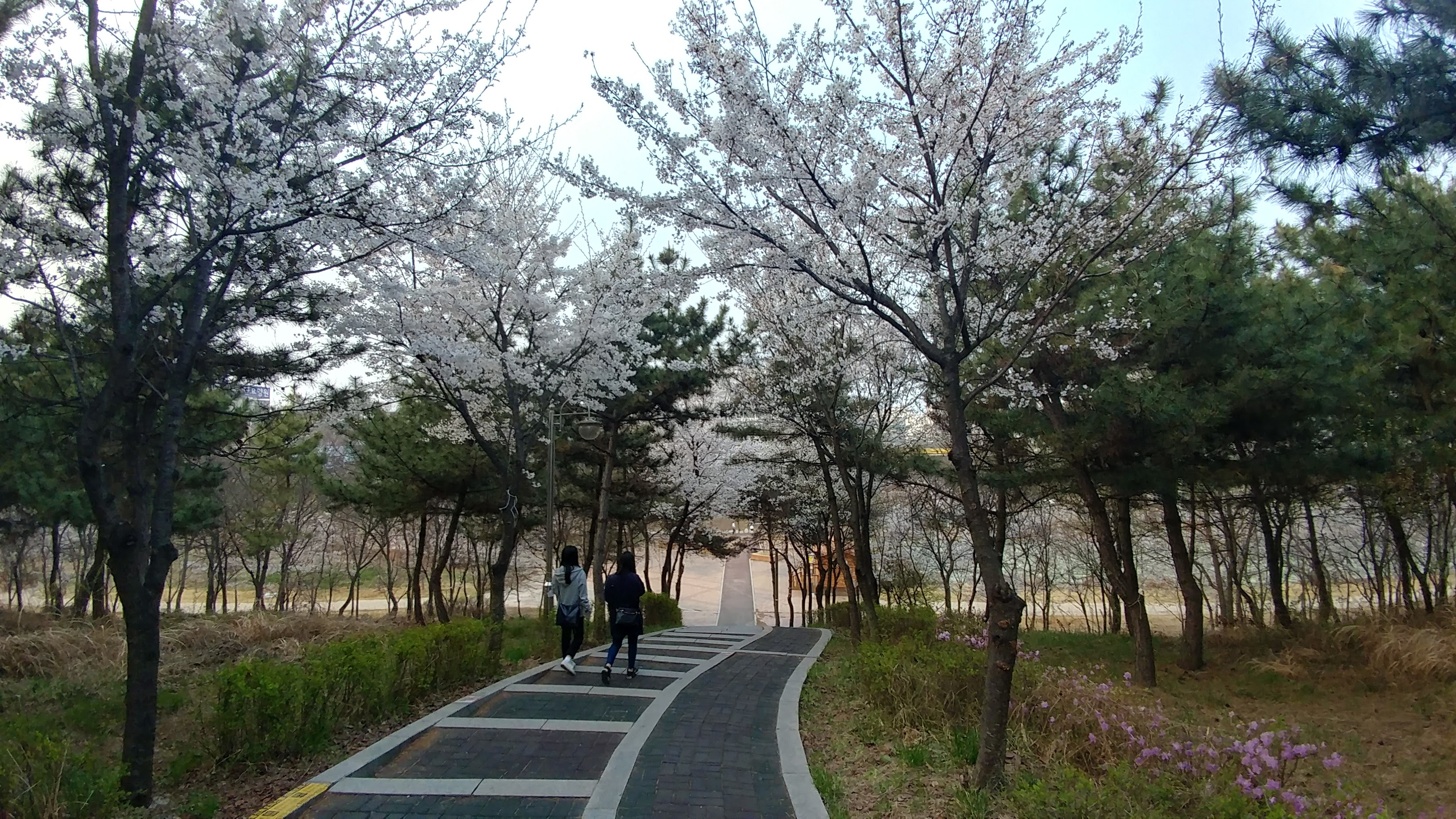
학교 뒷편의 언덕

## 학생 활동
- 학생회 : 1998년 개교 초기에는 총학생회 없이 학과 대표학생 체제로 출범하였으며, 2000년 5월 15일에 총학생회가 공식적으로 첫 출범하였다. 오리엔테이션과 문화제 등 학생 복지와 체육 대회, 문화제 등 학교 행사 기획을 비롯한 여러 활동을 운영하고 있다. 2018년에는 총학생회 팔레트 총학생회장이 학교 주변 상인들로 받은 홍보비를 개인 명의 통장으로 관리해왔던 사실이 드러나 탄핵된 사건이 있었다.[21][22][23]
- 동아리 : 1998년 CCC를 비롯한 종교, 봉사, 학술동아리 등 총 8개 동아리가 개설되었으며 이듬해 99년에는 밴드부 FEEL을 비롯한 예술동아리가 창설되었다. 2007년 기준으로는 총 17개의 동아리가 유지되었었고 이 중 창업동아리 TechZone은 '03, '05, '07년에 경기지방중소기업청에서 주관한 선도 창업동아리에 선정되기도 하였다.[24]
- 학내 언론 : 산기대 학내 언론인 산기대학보는 2001년 4월 30일에 창간되어[25] 현재까지 이어지고 있다.

## 같이 보기
- 경기과학기술대학교